# Gurma
Gurma – grupa etniczna skoncentrowana głównie wokół miasta Fada N’Gourma, w Burkina Faso. W mniejszych liczbach zamieszkująca również na północy Togo, Beninu, Nigerii, oraz na południowym zachodzie Nigru. Mówią językiem gurma, z podgrupy językowej gur. Ich populację szacuje się na blisko 1,5 miliona.
Uważa się, że podobnie jak pobliscy Mossi, Konkomba, Tallensi – Gurma, wyemigrowali z dzisiejszych terenów północno-wschodniej Ghany.